# V čёrnych peskach
V čёrnych peskach (В чёрных песках) è un film del 1972 diretto da Iskander Abdurachmanovič Chamraev.

## Trama
Un giovane pastore turkmeno, Čary Esenov, vendicando l'onore profanato della sua giovane sorella, insegue da solo Shamurad, il capo della banda locale dei Basmachi. La conoscenza con l'uomo dell'Armata Rossa chiarisce all'eroe il significato della lotta in corso. Čary entra nel distaccamento dell'Armata Rossa e, abbandonando la vendetta personale, una volta porta Shamurad nel distaccamento per un processo legale.